# موجة البرد في أمريكا الشمالية (يناير–مارس 2014)
موجة البرد في أمريكا الشمالية (يناير–مارس 2014) كانت موجة برد وطقس شتوي قاس عانت منه الأجزاء الواقعة في شمال وسط وشمال شرق الولايات المتحدة الأمريكية وأجزاء من كندا خلال الفترة التي امتدت من شهر يناير (كانون الثاني) وحتى مارس (أذار) 2014 كجزء من موسم شتاء أكثر برودة من المُعتاد شهدته المنطقة خلال تلك الفترة التي امتدت من أوائل شهر يناير (كانون الثاني) وحتى مارس (أذار) 2014 حيث سُجّلت درجات حرارة منخفضة بسبب تحول الدوامة القطبية الشمالية جنوبًا صوب الولايات المتحدة الأمريكية وكندا والمكسيك.
بدأت موجة البرد في 2 يناير (كانون الثاني) 2014 عندما اجتاحت جبهة باردة آتية من القطب الشمالي ارتبطت في البداية بعاصفة شمالية شرقية كلا من كندا والولايات المتحدة الأمريكية، مما أدى إلى تساقط ثلوج كثيفة في بعض المناطق، كما انخفضت درجات الحرارة إلى مستويات غير مسبوقة، وحطمت درجات الحرارة المنخفضة القياسية في بعض مناطق الولايات المتحدة الأمريكية. وبسبب ذلك الطقس القاس، اضطر حكام الولايات في كلا البلدين إلى اتخاذ إجراءات مثل إغلاق الشركات والمدارس والطرق، بالإضافة إلى إلغاء الرحلات الجوية في بعض المطارات في ولايات الغرب الأوسط. أثرت موجة برد عام 2014 في أمريكا الشمالية على أكثر من 200 مليون شخص، وخاصة في المنطقة الممتدة من جبال روكي إلى المحيط الأطلسي، والأجزاء الواقعة في جنوب الولايات المتحدة الأمريكية حيث تأثر بموجات البرد ما يقرب من 187 مليون شخصًا من سكان الولايات المتحدة القارية.

## الأسباب
أدى الارتفاع المفاجئ في درجة حرارة طبقة الستراتوسفير، والذي بدأ في 2 يناير (كانون الثاني) 2014، إلى إجبار الدوامة القطبية على التحرك جنوبًا نحو الولايات المتحدة الأمريكية بدون دوامة نشطة في المستوى العلوي للحفاظ على الهواء البارد المحبوس في جميع أنحاء القطب الشمالي مدفوعة بكتلة الهواء البارد، والذي حل محل التيار النفاث في المستوى العلوي. ومع وجود غطاء ثلجي واسع النطاق عبر كندا وسيبيريا، لم يواجه هواء القطب الشمالي أي صعوبة في أن يظلّ شديد البرودة أثناء تحركه جنوبًا، وحتى وصل إلى الولايات المتحدة الأمريكية. أفاد مكتب الأرصاد الجوية في المملكة المتحدة أن التيار النفاث قد غاص جنوبًا جالبًا معه الهواء البارد نتيجة للتباين غير المعتاد بين درجة حرارة الهواء البارد في كندا ودرجات حرارة الشتاء المعتدلة في الولايات المتحدة الأمريكية، وأدى هذا إلى تشكّل رياح شديدة حيث التقت الكتل الهوائية، مما تسبب في هبوب رياح قاسية البرودة فاقمت بالتالي آثار درجات الحرارة الباردة القياسية.

## درجات الحرارة المسجلة حسب المنطقة

### في الولايات المتحدة الأمريكية

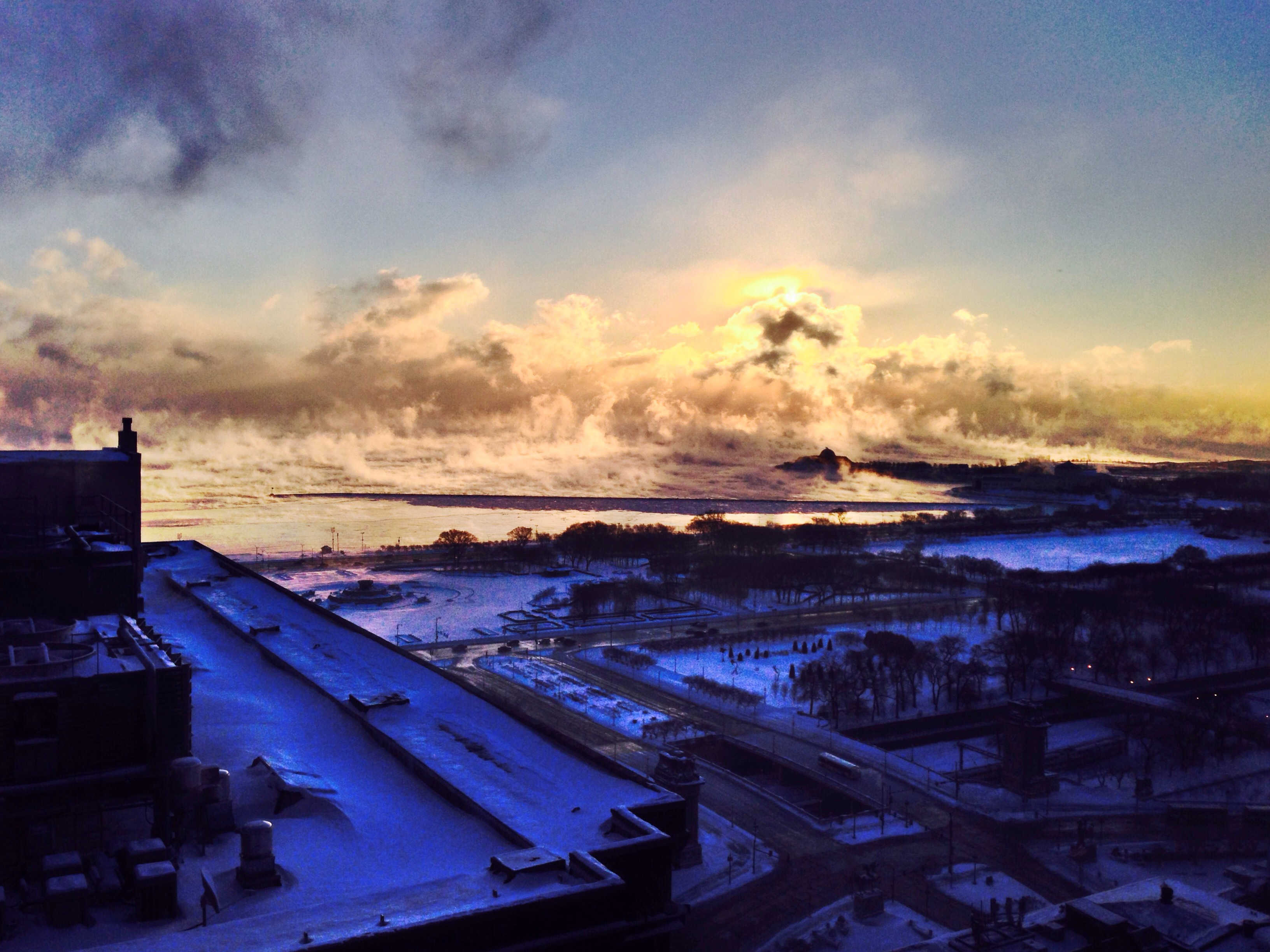
الأبخرة الباردة تتصاعد من بحيرة ميشيغين في 7 يناير 2014

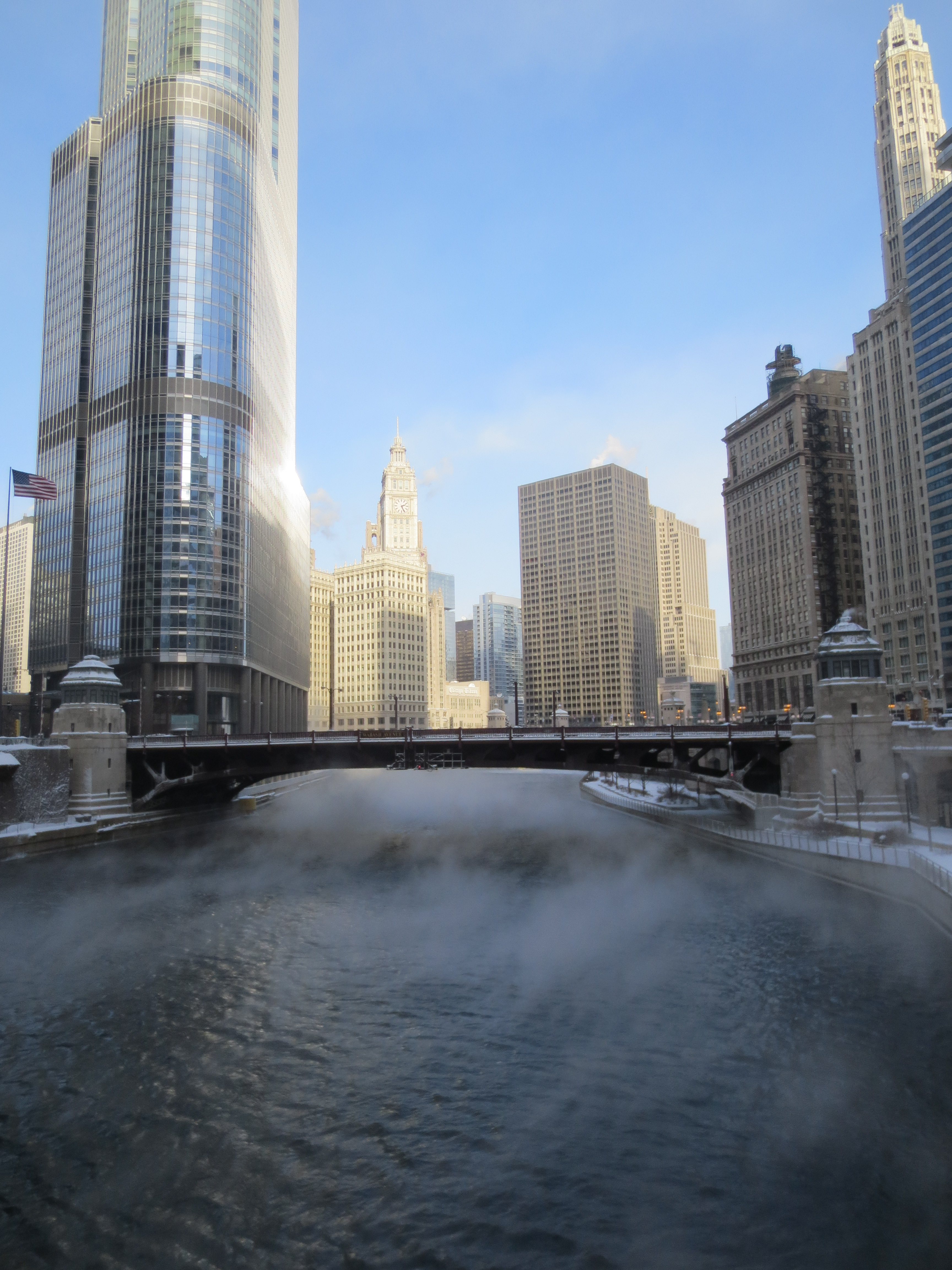
الأبخرة الباردة تتصاعد من نهر شيكاغو في 7 يناير 2014

شهدت العديد من أجزاء ومدن الولايات المتحدة وأمريكا الشمالية خلال موجة البرد عام 2014 درجات حرارة منخفضة قياسيّة. ففي 5 يناير (كانون الثاني) 2014 بلغت درجة الحرارة المُسجّلة في مدينة غرين باي في ولاية ويسكونسن -18 درجة فهرنهايت (-28 درجة مئوية). وكان الرقم القياسي السابق لأدنى درجة حرارة لهذا اليوم قد سُجِّل في عام 1979. وفي 6 يناير (كانون الثاني) 2014، أصبحت مدينة بابيت التابعة لولاية مينيسوتا هي أبرد مكان في الولايات المتحدة، حيث سُجّلت فيها درجة حرارة بلغت -37 درجة فهرنهايت (-38 درجة مئوية). وفي نفس اليوم، بلغت درجة الحرارة المُسجّلة في مطار أوهير الدولي -16 درجة فهرنهايت (-27 درجة مئوية)، محققة رقمًا قياسيًا لأدنى درجة حرارة سُجلت في تاريخ شيكاغو، بعدما كان الرقم القياسي السابق لأدنى درجة حرارة شهدتها المدينة في مثل هذا اليوم هو -14 درجة فهرنهايت (-26 درجة مئوية)، وقد سُجِّل في عام 1884، ثُمّ تكرر عام 1988. وكنتيجة لذلك، استخدمت خدمة الطقس الوطنية في الولايات المتحدة الأمريكية وسائل الإعلام المحلية الأمريكية خلال تغطيتها لموجة البرد التي ضربت مدينة شيكاغو كلمة «شيبيريا» التي تكونت من دمج اسم مدينة شيكاغو مع اسم منطقة سيبيريا.

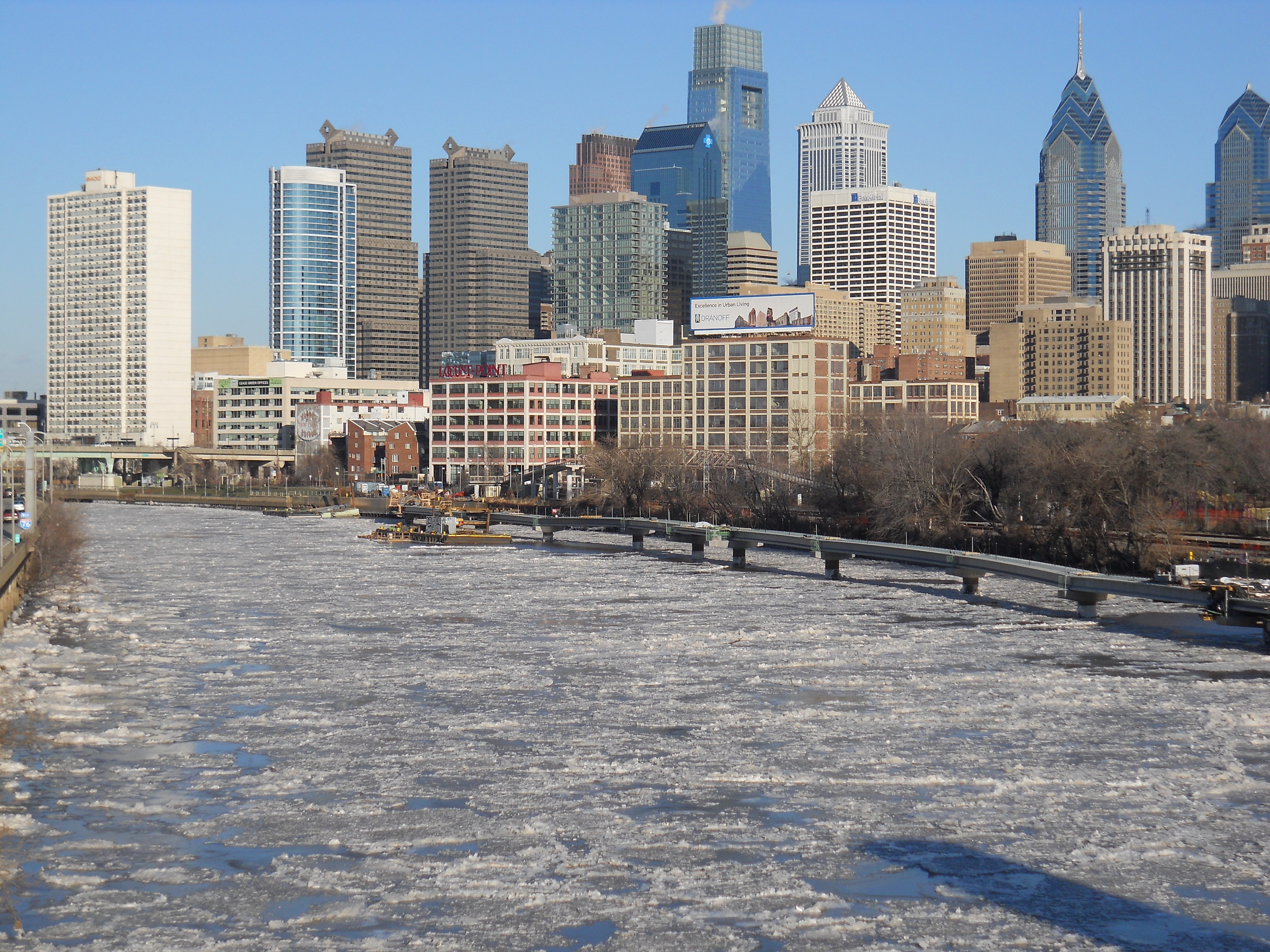
ظهور تكوينات الجليد على نهر شولكيل في فيلادلفيا

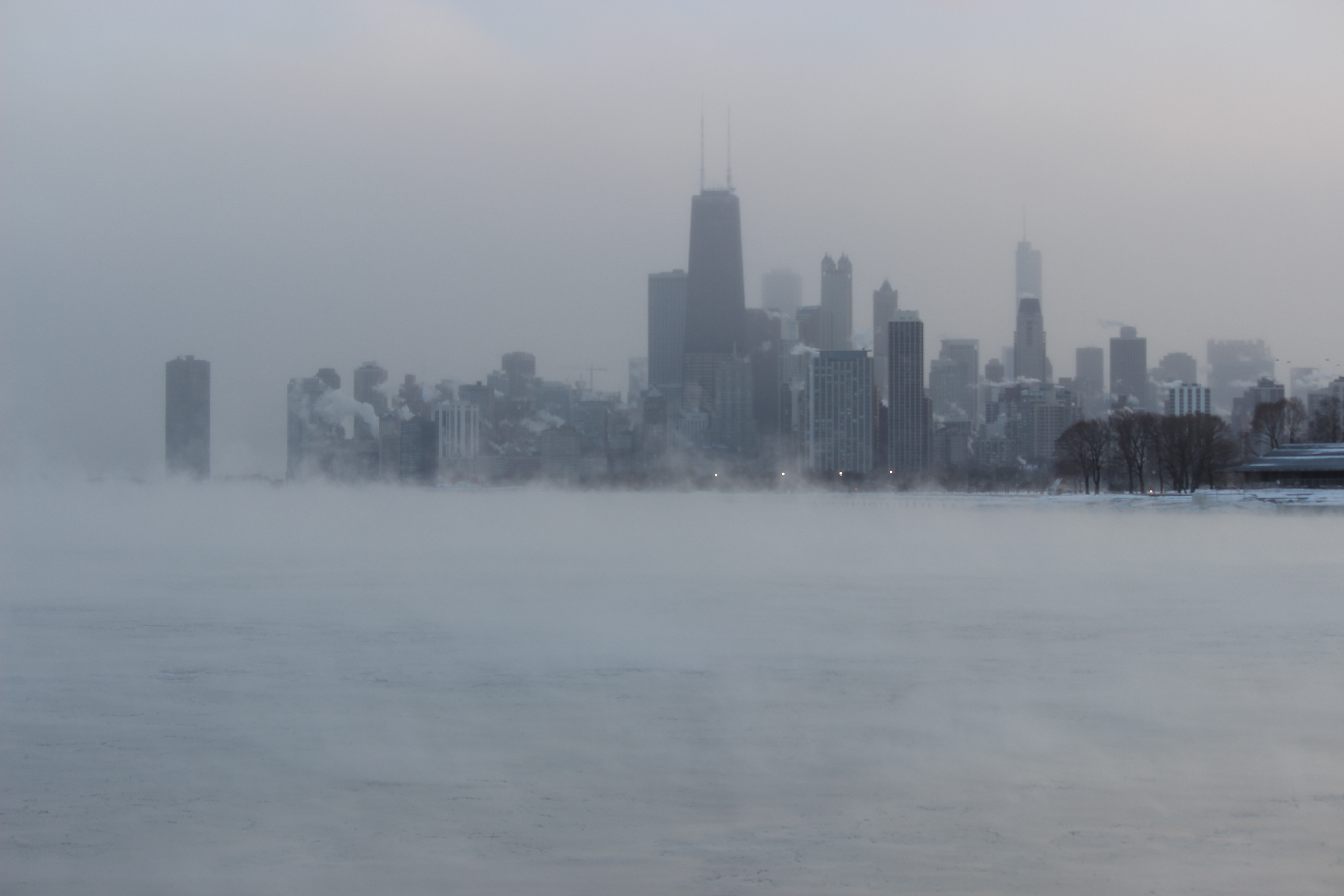
بحيرة ميشيغان خلال موجة البرد عام 2014

وعلى الرغم من درجات الحرارة الباردة في شيكاغو والرياح القوية التي تجاوزت سرعتها 29 ميلاً في الساعة (47 كم / ساعة) ودرجة حرارة الهواء التي بلغت -23 درجة فهرنهايت (-31 درجة مئوية)، فقد سُجّل الرقم القياسي لتبريد الرياح في مدينة شيكاغو عام 1983، وبلغ -57 درجة فهرنهايت (-49 درجة مئوية). لم يتحطم ذلك الرقم القياسي في مدينة شيكاغو خلال موجة برد عام 2014 بعدما اعتمدت خدمة الطقس الوطنية الأمريكية صيغة جديدة لتبريد الرياح في عام 2001.